# Den Europæiske Unions Domstol
 Denne artikel omhandler EU-Domstolen samlet. For dens øverste instans, der i daglig tale også benævnes "Domstolen", se Domstolen (øverste instans).
Den Europæiske Unions Domstol, ofte i daglig tale kaldet EU-Domstolen, er EU's domstol og dermed den dømmende magt i sager som vedrører EU-retten, men ikke nationale love, hvor hvert medlemsland har sit eget retssystem.
EU-Domstolen består af to instanser:
1. Domstolen, der er den øverste instans, og som hører sager fra nationale domstole til indledende afgørelser, omstødelse eller appel. Består af 1 dommer fra hvert EU-land samt 11 generaladvokater.[1]
2. Den Europæiske Unions Ret, som påkender annullationssøgsmål anlagt af privetpersoner, selskaber og, sjældnere, nationale regeringer (med fokus på antitrust, statsstøtte, handel, landbrug og varemærker). Består af 2 dommere fra hver medlemsstat.[1]

Domstolen hed tidligere EF-Domstolen (De Europæiske Fællesskabers Domstol), da dens kompetenceområde var det fælles marked. Da Lissabontraktaten trådte i kraft, ændrede domstolen navn (og funktion) til Den Europæiske Unions Domstol med virkning fra 1. december 2009. Domstolen, der blev oprettet i 1952, er beliggende i Luxembourg.
EU-Domstolens behandler typisk følgende sagstyper:
- Præjudicielle spørgsmål fra domstolene i medlemsstaterne (artikel 267 TEUF)
- Traktatbrudssøgsmål (artikel 259 TEUF og 260 TEUF)
- Annullationssøgsmål (artikel 263 TEUF)
- Passivitetssøgsmål (artikel 265 TEUF)
- Erstatningssøgsmål (artikel 268 TEUF)

## Danmark i EU-Domstolen
Den danske dommer ved Domstolen er Lars Bay Larsen, der har været dommer siden januar 2006. De to danske dommere ved Retten Sten Frimodt Nielsen (siden 2007) og Jesper Svenningsen (siden 2016).
Der har været flere sager vedrørende Danmark ved EU-Domstolen.